# モンテフィーノ
モンテフィーノ（イタリア語: Montefino）は、イタリア共和国アブルッツォ州テーラモ県にある、人口約1,000人の基礎自治体（コムーネ）である。ドイツのバイエルン州アイターホーフェンアイターホーフェンの町と姉妹都市となっている。姉妹提携の署名はモンテフィーノで行われた。

## 歴史
この町の中世の歴史書に現れる最初の記述は1150年頃のノルマン時代のもので、モンスシッカスと呼ばれるペンネ郡の城に関する言及が含まれている。当時、この領地の住民はわずか65人で、ロベルト ディ アプルーティオ伯爵に代わってトラスモンド ディ コッレ マディが領有していた。1468年から1478年にかけてオスマン帝国の支配や戦闘から逃れてきたアルバニア人の移住に伴い、ペスカーラ川の河口に多くの人々が集まり、近くのヴィッラ・ボッツァ村の人口は大幅に増加した。その証拠として、1600年6月30日、「連隊」のシピオーネ・ブリゴッティ・マストロジュラート、ジョヴァンニ・アントニオ・チッキット、ジャンバッティスタ・トディーノを代表とするアトリ大学が、スキアヴォーニ家およびヴィッラ・ボッツァの人々と新たな協定を結んだことを覚えおく必要がある。そして、古くなってしまい一部が破損して判読できなくなった1475年の条約に代わる新しい条約が互いに取り決められて制定された。それによってヴィッラ・ボッツァに対するアトリの封建的権利が確認された。その後、1862年にモンテセッコ市はモンテフィーノに改名された。

## 地理

### 位置・広がり

#### 隣接コムーネ
隣接するコムーネは以下の通り。
- アトリ
- カスティリオーネ・メッセール・ライモンド
- カスティレンティ
- チェッリーノ・アッタナージオ

## 行政

### 分離集落
モンテフィーノには、以下の分離集落（フラツィオーネ）がある。
- Villa Bozza
- Brecciata
- Crocetta Santa Maria
- Floriano, Manzitti
- Marciano
- Muraglie